# Слободино (Московская область)
Слободино́ — деревня в Раменском муниципальном районе Московской области. Входит в состав сельского поселения Рыболовское. Население — 11 чел. (2010).

## Название
В 1577 году упоминается как пустошь Слободино-Ларично, в 1852 году — деревня Слободино-Хрулево, с начала XX века закрепилось название Слободино. Название связано с некалендарным личным именем Слобода.

## География
Деревня Слободино расположена в южной части Раменского района, примерно в 20 км к югу от города Раменское. Высота над уровнем моря 141 м. Через деревню протекает река Вохринка. В деревне 3 улицы — Лесная, Новая и Центральная. Ближайший населённый пункт — деревня Лубнинка.

## История
В 1926 году деревня являлась центром Слободинского сельсовета Вохринской волости Бронницкого уезда Московской губернии.
С 1929 года — населённый пункт в составе Бронницкого района Коломенского округа Московской области. 3 июня 1959 года Бронницкий район был упразднён, деревня передана в Люберецкий район. С 1960 года в составе Раменского района.
До муниципальной реформы 2006 года деревня входила в состав Рыболовского сельского округа Раменского района.

## Население
| 1926 | 2002 | 2010 |
| ---- | ---- | ---- |
| 309  | ↘5   | ↗11  |

В 1926 году в деревне проживало 309 человек (135 мужчин, 174 женщины), насчитывалось 60 хозяйств, из которых 58 было крестьянских. По переписи 2002 года — 5 человек (1 мужчина, 4 женщины).